# Autoestopista fantasma
L'autoestopista fantasma és una llegenda urbana que compta amb variants en molts països, donada per al·lucinació de qui l'experimenta.
Bàsicament explica la història d'un home que recull una jove autoestopista, usualment bella i vestida de blanc, que desapareix al lloc del seu suposat accident mortal, fet que ell coneix per notícies de la ràdio, pel relat d'ella o per històries d'altres persones abans o després del viatge. La desaparició pot ser sobtada, enmig del silenci, o en una adreça que prèviament indica la noia com la seva destinació i que coincideix amb el lloc de la seva mort.
El relat té les seves arrels a la llegenda de la dama blanca (encarnació d'un esperit, d'un fantasma o una fada) i el fet de pujar a un vehicle en marxa ja apareix als relats sobre carretes i cavalls i fins i tot a un miracle narrat als Fets dels Apòstols. A vegades se l'associa també als àngels, ja que la dona avisa del perill d'un revolt de la carretera, impedint per tant la mort del conductor.